# Luigi Maria Perotti
Luigi Maria Perotti (* 22. August 1975 in San Benedetto del Tronto, Italien) ist ein italienischer Filmregisseur und Drehbuchautor.

## Leben
Luigi Maria Perotti studierte Kommunikationswissenschaften an der Universität Macerata in Italien. 2005 hat er mit seinem Filmprojekt Der Verräter und sein Bruder (L’infame e suo fratello) am europäischen Dokumentarfilmfestival EURODOC teilgenommen. 2007 hat er Florence Fight Club, einen Dokumentarfilm über den historischen Fußball in Florenz, in Zusammenarbeit mit dem WDR produziert. 2009 nahm er bei EAVE, einer europäischen Initiative für Regisseure und Filmproduzenten teil.

## Filmografie
- 1998: Uomini sul confine nuovo (Uomini sul confine nuovo) – Kurzfilm
- 2001: Farina Stamen (Farina Stamen) – interaktiver Film
- 2004: Factory (Factory) – 10-teilige TV-Serie und Format
- 2005: Factory Rewinded (Factory Rewinded) – Serie[5]
- 2008: Der Verräter und sein Bruder (L’infame e suo fratello) – Dokumentarfilm
- 2009: A Chador in Tube (A Chador in Tube) – Kurzfilm
- 2010: Florence Fight Club (Florence Fight Club) – Dokumentarfilm
- 2016: The Italian Way – Dokumentarfilm
- 2017: My Best – Dokumentarfilm